# 中央林間
中央林間（ちゅうおうりんかん）は、神奈川県大和市の町名。現行行政地名は中央林間一丁目から中央林間九丁目。住居表示は全域で実施済。

## 地理
大和市北部に位置する。東はつきみ野、西は中央林間西、南は南林間と林間と下鶴間、北は相模原市東林間と上鶴間に接する。小田急江ノ島線と東急田園都市線の中央林間駅を中心とした地域である。

### 地価
住宅地の地価は、2025年（令和7年）1月1日の公示地価によれば、中央林間2-11-2の地点で33万円/m²、中央林間3-15-20の地点で36万7000円/m²、中央林間4-11-5の地点で29万1000円/m²となっている。大和市内の住宅地で最も地価が高い。

## 歴史

### 林間都市計画
大正末までは、この地域は下鶴間の一部であった。1929年（昭和4年）4月に小田急江ノ島線が開通すると同時に、小田原急行鉄道（現：小田急電鉄）により開発が始められることが決定した。この開発計画が、「林間都市計画」である。林間という名の由来は、この地域が雑木林であったことによる。林間都市には3つの駅が設置されることとなり、このうちの一つが中央林間都市駅である。（他は南林間都市駅と東林間都市駅）当時の計画図によると、中央林間駅をはさんで放射線状に道を伸ばし、松竹の撮影所や相撲力士養成所を誘致し、さらには野球グラウンドなども建設する「スポーツ都市」として計画された。
小田急は1929年から1931年（昭和6年）にかけて林間都市の分譲を始めたが、開発は思うようにはいかなかった。原因として、都心から遠すぎたこと、分譲価格が高すぎたことなどが挙げられる。1941年（昭和16年）に太平洋戦争の勃発により計画は事実上中止され、駅名から「都市」が除かれた。中央林間の地名はこの駅名に由来する。

### 林間都市から田園都市へ
小田急による林間都市計画は挫折した。しかし、1984年（昭和59年）4月9日に東急田園都市線が乗り入れ、中央林間は、東急多摩田園都市計画域に編入された。田園都市となってから開発は急速に進み、現在に至る。
町名としては、1966年（昭和41年）11月1日に下鶴間の一部から、中央林間一丁目から六丁目として新設した。2018年（平成30年）10月9日には、東側に隣接した下鶴間の一部を中央林間六丁目に編入し、一部から中央林間七丁目から九丁目として新設した。

### 町名の変遷
| 実施後                 | 実施年月日    | 実施前 |
| ---------------------- | ------------- | ------ |
| 中央林間一丁目         | 1966年11月1日 | 下鶴間 |
| 中央林間二丁目         | 1966年11月1日 | 下鶴間 |
| 中央林間三丁目         | 1966年11月1日 | 下鶴間 |
| 中央林間四丁目         | 1966年11月1日 | 下鶴間 |
| 中央林間五丁目         | 1966年11月1日 | 下鶴間 |
| 中央林間六丁目（一部） | 1966年11月1日 | 下鶴間 |
| 中央林間六丁目（一部） | 2018年10月9日 | 下鶴間 |
| 中央林間七丁目         | 2018年10月9日 | 下鶴間 |
| 中央林間八丁目         | 2018年10月9日 | 下鶴間 |
| 中央林間九丁目         | 2018年10月9日 | 下鶴間 |

## 世帯数と人口
2024年（令和6年）10月1日現在（大和市発表）の世帯数と人口は以下の通りである。
| 丁目           | 世帯数     | 人口     |
| -------------- | ---------- | -------- |
| 中央林間一丁目 | 1,468世帯  | 2,870人  |
| 中央林間二丁目 | 1,854世帯  | 3,494人  |
| 中央林間三丁目 | 1,594世帯  | 2,672人  |
| 中央林間四丁目 | 1,732世帯  | 3,041人  |
| 中央林間五丁目 | 1,851世帯  | 3,370人  |
| 中央林間六丁目 | 1,409世帯  | 2,739人  |
| 中央林間七丁目 | 1,081世帯  | 2,951人  |
| 中央林間八丁目 | 963世帯    | 2,174人  |
| 中央林間九丁目 | 510世帯    | 1,425人  |
| 計             | 12,462世帯 | 24,736人 |

### 人口の変遷
国勢調査による人口の推移。
| 年                 | 人口   |
| ------------------ | ------ |
| 1995年（平成7年）  | 12,480 |
| 2000年（平成12年） | 13,787 |
| 2005年（平成17年） | 15,986 |
| 2010年（平成22年） | 16,577 |
| 2015年（平成27年） | 16,709 |
| 2020年（令和2年）  | 23,162 |

### 世帯数の変遷
国勢調査による世帯数の推移。
| 年                 | 世帯数 |
| ------------------ | ------ |
| 1995年（平成7年）  | 5,398  |
| 2000年（平成12年） | 6,312  |
| 2005年（平成17年） | 7,497  |
| 2010年（平成22年） | 8,098  |
| 2015年（平成27年） | 8,255  |
| 2020年（令和2年）  | 11,465 |

## 事業所
2021年現在の経済センサス調査による事業所数と従業員数は以下の通りである。
| 丁目           | 事業所数  | 従業員数 |
| -------------- | --------- | -------- |
| 中央林間一丁目 | 45事業所  | 277人    |
| 中央林間二丁目 | 51事業所  | 197人    |
| 中央林間三丁目 | 220事業所 | 1,703人  |
| 中央林間四丁目 | 215事業所 | 2,376人  |
| 中央林間五丁目 | 77事業所  | 662人    |
| 中央林間六丁目 | 53事業所  | 377人    |
| 中央林間七丁目 | 50事業所  | 2,836人  |
| 中央林間八丁目 | 51事業所  | 683人    |
| 中央林間九丁目 | 45事業所  | 496人    |
| 計             | 807事業所 | 9,607人  |

### 事業者数の変遷
経済センサスによる事業所数の推移。
| 年                 | 事業者数 |
| ------------------ | -------- |
| 2016年（平成28年） | 651      |
| 2021年（令和3年）  | 807      |

### 従業員数の変遷
経済センサスによる従業員数の推移。
| 年                 | 従業員数 |
| ------------------ | -------- |
| 2016年（平成28年） | 5,595    |
| 2021年（令和3年）  | 9,607    |

## 施設
公園
- 多胡記念公園
- 緑野青空子ども広場

商業
- 中央林間東急スクエア
- オオゼキ 中央林間店
- オリンピック 中央林間店
- クリエイトSD 大和中央林間店
- りんかんモール
- ラプラ中央林間

病院
- みどり野リハビリテーション病院
- 中央林間病院

## 交通

### 鉄道
- 小田急江ノ島線・東急田園都市線 中央林間駅

### バス
- 大和市コミュニティバス

### 道路
- 神奈川県道50号座間大和線（座間街道）

## その他

### 日本郵便
- 郵便番号：242-0007[3]（集配局：大和郵便局[19]）

### 警察
町内の警察の管轄区域は以下の通りである。
| 町丁           | 警察署     | 交番         |
| -------------- | ---------- | ------------ |
| 中央林間一丁目 | 大和警察署 | 中央林間交番 |
| 中央林間二丁目 | 大和警察署 | 中央林間交番 |
| 中央林間三丁目 | 大和警察署 | 中央林間交番 |
| 中央林間四丁目 | 大和警察署 | 中央林間交番 |
| 中央林間五丁目 | 大和警察署 | 中央林間交番 |
| 中央林間六丁目 | 大和警察署 | 中央林間交番 |
| 中央林間七丁目 | 大和警察署 | 中央林間交番 |
| 中央林間八丁目 | 大和警察署 | 中央林間交番 |
| 中央林間九丁目 | 大和警察署 | 中央林間交番 |